# Jenin (Vorname)
Jenin ist ein männlicher und weiblicher Vorname.
Die Herkunft ist nicht eindeutig geklärt, gelegentlich wird eine Abstammung von Johanna bzw. Janina vermutet. Der Name ist nicht allzu weit verbreitet, er erforderte in Deutschland zumindest 1999 noch einen weiteren Namenszusatz, bevor er vom Standesamt anerkannt wurde.
Die Stadt dieses Namens im Westjordanland wurde nach einer Militäraktion der israelischen Armee im April 2002 weltweit bekannt. Viele palästinensische Kinder wurden seitdem so benannt. 